# 博罗东站
博罗东站位于中华人民共和国广东省惠州市博罗县，于1990年启用，为中国铁路广州局集团广梅汕铁路总公司管辖的四等站。经过铁路有京九铁路，现已撤销。

## 历史
- 1990年：博罗东站建成启用。